# Ophisops elbaensis
Espèce
Statut de conservation UICN

 DD  : Données insuffisantes
Ophisops elbaensis est une espèce de sauriens de la famille des Lacertidae.

## Répartition
Cette espèce se rencontre en Égypte, au Soudan, en Arabie saoudite et au Yémen.

## Étymologie
Son nom d'espèce, composé de elba et du suffixe latin -ensis, « qui vit dans, qui habite », lui a été donné en référence au lieu de sa découverte, le Gebel Elba.

## Publication originale
- Schmidt & Marx, 1957 : Results of the Namru-3 southeastern Egypt Expedition, 1954. 2. Reptiles and amphibians. Bulletin of the Zoological Society of Egypt, vol. 13, p. 16-27.